# Crocidura telfordi
Crocidura telfordi es una especie de musaraña de la familia de los soricidae.

## Distribución geográfica
Es endémica de Tanzania.